# 왕립 포병 제32연대
왕립포병 제32연대(영어: 32nd Regiment Royal Artillery) "웨섹스 포수대(The Wessex Gunners)는 영국 육군 왕립포병대의 한 연대다. 록히드 마틴 데저트호크 3호 소형무인항공기(MUAS)를 운용한다.
제2차 세계대전 발발 벽두인 1939년 제32야전포병연대(32nd Field Artillery Regiment)로 처음 편성되었다. 1947년 제32연대본부가 제45야전연대로 개칭되고 제7중(中)연대본부가 제32연대로 개칭되었다.
1966년 M107 자주포를 장비한 중(重)연대가 되었고, 1972년 105 밀리미터 경포를 운용하는 경연대로 전환되었다. 1978년에는 스윙파이어를 사용하는 유도탄연대가 되었다. 그러다 1985년 다시 M107 자주포를 운용하는 중연대가 되었다. 걸프 전쟁 때는 M110 203 밀리미터 자주곡사포를 운용했고 제1기갑사단의 포병지원집단에 속했다.
2014년 현재 제32연대는 다음 5개 포대로 구성되어 있다.
- 제18(1759년 퀘벡)포대
- 제21(1779년-83년 지브롤터)공중강습포대
- 제22(1779년-1783년 지브롤터)포대
- 제46(탈라베라)포대 - 연대본부
- 제57(버트포어)포대

2016년 12월 연대 해산 및 인력 재배치 계획이 발표되었다.